# Candice LeRae
Candice LeRae Dawson (Riverside, 29 settembre 1985) è una wrestler statunitense sotto contratto con la WWE.
È nota maggiormente per aver lottato nel circuito indipendente, in particolare nella Pro Wrestling Guerrilla, dove ha detenuto il PWG World Tag Team Championship una volta assieme a Joey Ryan, risultando la prima donna ad aver mai detenuto un titolo di coppia maschile in PWG. In WWE, ha detenuto una volta l'NXT Women's Tag Team Championship con Indi Hartwell e il WWE Women's Speed Championship.

## Carriera

### WWE (2017–presente)

#### Mae Young Classic(2017)
Esordisce in WWE il 3 maggio 2017 a NXT dove prese parte ad una battle royal per determinare la sfidante all'NXT Women's Championship di Asuka, ma è stata eliminata da Billie Kay e Peyton Royce. Il 13 luglio successivo è stato annunciato che LeRae avrebbe preso parte al torneo Mae Young Classic. Ai sedicesimi ha eliminato Renee Michelle, agli ottavi Nicole Savoy, ma è stata eliminata nei quarti da Shayna Baszler. Nella puntata di NXT del 25 ottobre, fa la sua seconda apparizione, prendendo parte ad una battle royal per decretare la quarta sfidante che si contenderà l'NXT Women's Championship, reso vacante da Asuka, a NXT TakeOver: WarGames in un fatal four-way match, ma viene eliminata da Bianca Belair.

#### NXT(2018–2022)

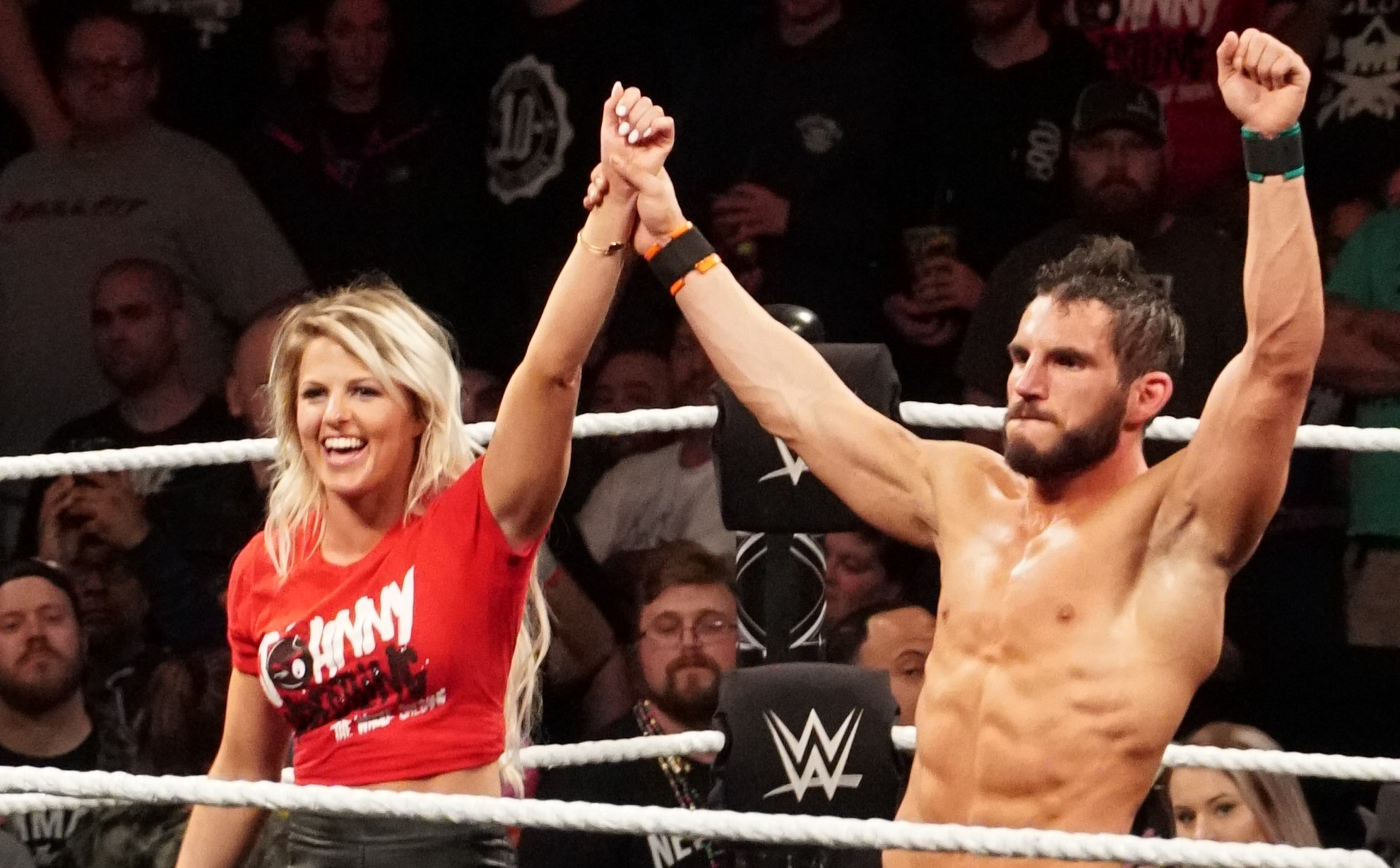
Candice LeRae insieme al marito Johnny Gargano.

Il 16 gennaio 2018 è stato annunciato che LeRae ha firmato a tempo pieno con la WWE (le apparizioni precedenti erano a gettone).. Il 27 gennaio, ha fatto la sua prima apparizione durante NXT TakeOver: Philadelphia intervenne in aiuto del marito Johnny Gargano, attaccando Zelina Vega, durante il suo match contro l'NXT Champion Andrade "Cien" Almas, stabilendosi quindi come face.
Lottò il suo primo match in singolo nella puntata di NXT del 18 aprile, sconfiggendo Zelina Vega. Il 27 giugno, dopo aver sconfitto Lacey Evans ha dichiarato di puntare alla cintura femminile e l'11 luglio ha un alterco fisico fuori l'arena con l'NXT Women's Champion Shayna Baszler, terminato dall'intervento degli arbitri. Nella puntata di NXT del 18 luglio, ha partecipato ad un triple threat match che includeva anche Kairi Sane e Nikki Cross per determinare la sfidante all'NXT Women's Championship di Shayna Baszler, ma il match è stato vinto da Sane. Nonostante non riesca a vincere il 1° agosto ha sidato Bazsler, ma non è riuscita a conquistare il titolo.
Il 27 gennaio, a Royal Rumble, debutta nel main roster nell'omonimo match, dove entra con il numero 17, ma dopo nove minuti viene eliminata da Ruby Riott. Il 7 aprile, nel Kick-off di WrestleMania 35, ha partecipato alla seconda edizione della WrestleMania Women's Battle Royal, ma è stata eliminata da Asuka.
Nella puntata di NXT del 18 settembre, ha preso parte ad un fatal four-way match che includeva anche Bianca Belair, Io Shirai e Mia Yim, per decretare la sfidante all'NXT Women's Championship detenuto da Shayna Baszler, vincendo la contesa e guadagnandosi un'opportunità titolata, che è avvenuta il 2 ottobre, ma è stata nuovamente sconfitta. Il 23 novembre, ad NXT TakeOver: WarGames III, prende parte al Women's WarGames match nel Team Ripley (Rhea Ripley, LeRae, Tegan Nox e Dakota Kai, la quale sostituisce Mia Yim colpita precedentemente nel backstage) contro il Team Baszler (Shayna Baszler, Io Shirai, Bianca Belair e Kay Lee Ray); durante il match, Nox viene brutalmente attaccata dall'amica Dakota Kai, e viene dichiarata impossibilitata a lottare, lasciando il team con un componente in meno, ma Ripley e LeRae ne uscirono comunque vittoriose. Successivamente, viene annunciata nel Team NXT a Survivor Series per il 5-on-5-on-5 traditional Survivor Series elimination match contro i roster di Raw e SmackDown e all'evento del 24 novembre, il Team NXT (Rhea Ripley, Candice LeRae, Io Shirai, Bianca Belair e Toni Storm) è opposto Team Raw (Charlotte Flair, Asuka, Kairi Sane, Natalya e Sarah Logan) e al Team SmackDown (Sasha Banks, Carmella, Dana Brooke, Lacey Evans e Nikki Cross) fu il Team NXT a portare a casa la vittoria.
Nella puntata di NXT dell'8 gennaio 2020, irrompe durante un battibecco fra Rhea Ripley, Toni Storm, Kay Lee Ray, Io Shirai e Bianca Belair, tutte volenterose e decise a strappare la cintura al Ripley, prima che il general manager William Regal annuncia un six-women tag team match fra la campionessa, Candice e Toni contro Bianca, Io e la Ray, dove a prevalere sono le prime. Il 15 gennaio, ha preso parte ad una battle royal match per decretare la sfidante all'NXT Women's Championship detenuto da Rhea Ripley in quel di NXT TakeOver: Portland, ma è stata eliminata da Bianca Belair. Il 26 gennaio, a Royal Rumble, ha preso parte al royal rumble match entrando col numero 9, ma dopo nove minuti è stata eliminata da Bianca Belair.
Nella puntata di NXT dell'8 aprile, prende parte al ladder match insieme a Chelsea Green, Dakota Kai, Io Shirai, Mia Yim e Tegan Nox per decretare la sfidante all'NXT Women's Championship detenuto da Charlotte Flair, ma è stato vinto da Shirai.
Nella puntata di NXT del 24 giugno, viene annunciato che la settimana prossima LeRae prenderà parte ad un fatal 4-way match insieme a Dakota Kai, Mia Yim e Tegan Nox per determinare la sfidante all'NXT Women's Championship detenuto da Io Shirai, ma all'evento, è stata eliminata per prima da Mia Yim, con la quale viene annunciato uno street fight match per la settimana successiva dopo un ennesimo scontro nel backstage, mentre Nox ha vinto la contesa. A NXT: The Great American Bash dell'8 luglio, si prese la sia vendetta. sconfiggendo Mia Yim.
Già ferma da diversi mesi per la gravidanza, il 6 maggio 2022 il suo contratto con la WWE scadde e lasciò la compagnia.

#### Ritorno (2022–presente)
Tornò a sorpresa in WWE insieme a Gargano nella puntata di Raw del 26 settembre 2022 sconfiggendo Nikki A.S.H. nel suo primo match nel roster principale.
Nella puntata di Raw del 3 luglio 2023 LeRae e Indi Hartwell vennero sconfitte ed eliminate da Chelsea Green e Sonya Deville nel corso di un gauntlet match per determinare le sfidanti al Women's Tag Team Championship. Nella puntata di Raw del 20 novembre LeRae e Indi Hartwell parteciparono ad un fatal four-way tag team match insieme a Natalya e Tegan Nox, Kayden Carter e Katana Chance e Ivy Nile e Maxxine Dupri per determinare le sfidanti al Women's Tag Team Championship di Chelsea Green e Piper Niven ma il match venne vinto da Natalya e Nox. Il 27 gennaio, a Royal Rumble, partecipò all'omonimo incontro entrando col numero 4 ma venne eliminata da Asuka, Bayley e Kairi Sane. Il 24 febbraio, nel Kickoff di Elimination Chamber: Perth, LeRae e Indi Hartwell affrontarono le Kabuki Warriors per il Women's Tag Team Championship ma vennero sconfitte.
Durante la seconda notte del Draft2024, LeRae insieme a Indi Hartwell sono passate a SmackDown. A King & Queen of the Ring persero un mach titolato contro le nuove campionesse di coppia, Bianca Belair e Jade Cargill. Tra settembre e ottobre prese parte al torneo per l'assegnazione del WWE Women's Speed Championship, Il 9 ottobre, battendo Iyo Sky in finale, LeRae divenne la prima campionessa. Nella puntata di SmackDown del 15 novembre, è stata eliminata, al primo turno del torneo per decretare la prima WWE Women's United States Championship, da Bayley in un triple threat match con anche B-Fab.

## Vita privata
È sposata con il collega Johnny Gargano, dal 16 settembre 2016. La coppia ha avuto un figlio, Quill (2022).

## Personaggio

### Mosse finali
- Balls-Plex (cotch clutch suplex)

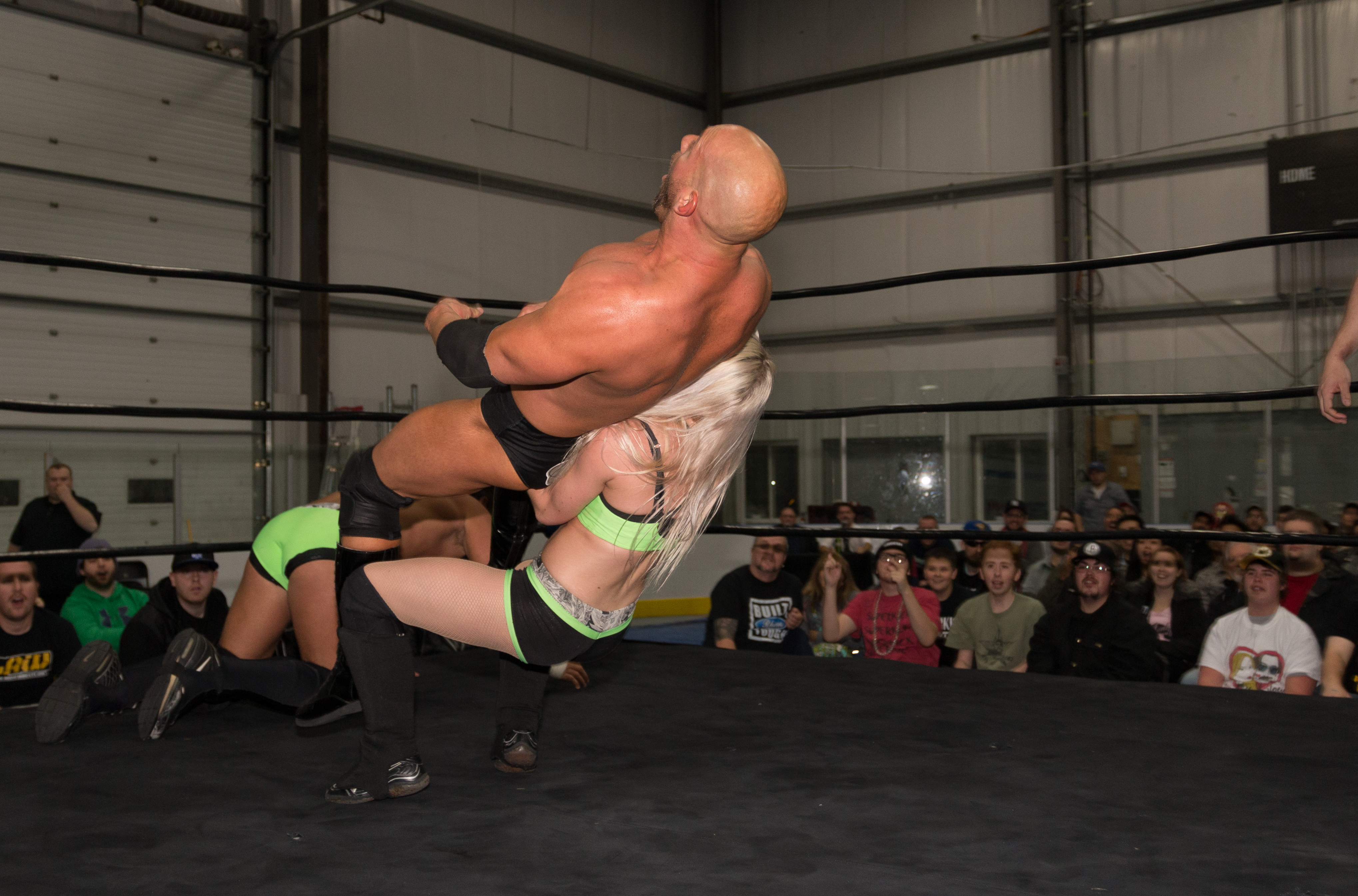
LeRae esegue la Balls-Plex su Pepper Parks

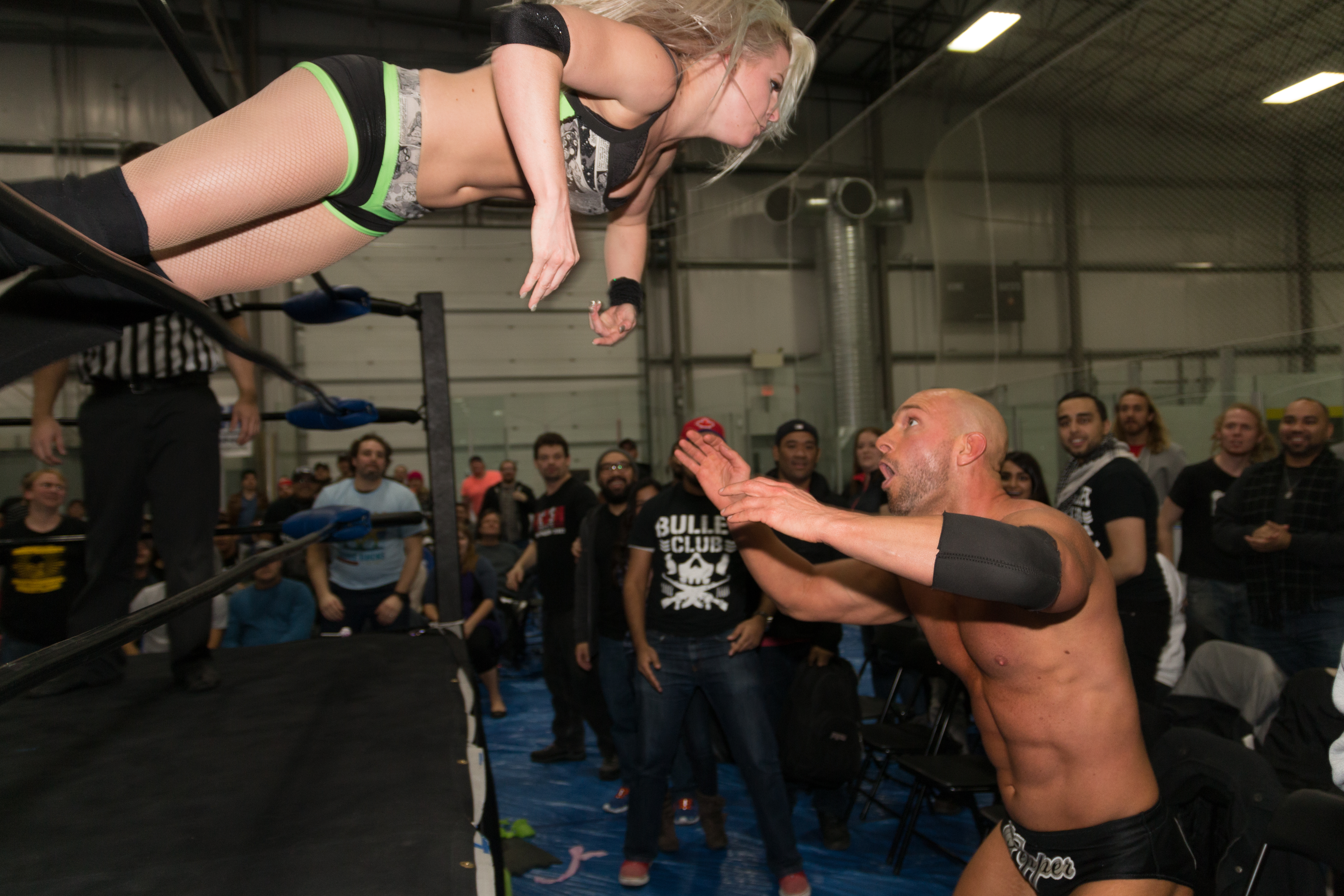
LeRae esegue un suicide dive su Pepper Parks

- Wild Ride (super swinging neckbreaker)[1]
- springboard reverse frankensteiner
- The Heart Breaker (modified Gory bomb)
- Ms. Garga-no-escape (chickenwing over the shoulder crossface)
- Quebrada (springboard moonsault)[1]
- Wicked Stepsister (curb stomp)[1]

### Soprannomi
- "Mrs. Wrestling"
- "The Poison Pixie"

## Titoli e riconoscimenti
- Alternative Wrestling Show
  - AWS Women's World Championship (1)
- DDT Pro-Wrestling
  - Ironman Heavymetalweight Championship (1)
- Dreamwave Wrestling
  - Dreamwave Tag Team Championship (1) – con Joey Ryan
- Family Wrestling Entertainment
  - FWE Women's Championship (1)
- Fighting Spirit Pro Wrestling
  - FSP Tag Team Championship (1) – con Joey Ryan
- Pro Wrestling Guerrilla
  - PWG World Tag Team Championship (1) – con Joey Ryan
- Pro Wrestling Illustrated
  - 18º tra le 50 migliori wrestler singole secondo PWI Female 50 (2016)
- Smash Wrestling
  - Gold Tournament (2015)
- WWE
  - NXT Women's Tag Team Championship (1) – con Indi Hartwell[3]
  - WWE Women's Speed Championship (1)[17]